# Rotrücken-Fischeule
Die Rotrücken-Fischeule (Scotopelia ussheri, Synonym: Bubo ussheri), gelegentlich auch Rote Fischeule genannt, ist eine Art aus der Familie der Eigentlichen Eulen. Sie kommt ausschließlich in Afrika vor. Die Rotrücken-Fischeule gilt als selten und als eine Art, die in besonderem Maße von Lebensraumzerstörung bedroht ist.

## Merkmale
Mit einer Körpergröße von 46 bis 51 Zentimetern zählt die Rotrücken-Fischeule eher zu den großen Eulenarten. Wie auch für die beiden zur Untergattung Scotopelia gehörenden Arten Marmorfischeule und Bindenfischeule charakteristisch, fehlen ihr die Federohren, die die meisten Arten der Gattung Uhu (zu der die Rotrücken-Fischeule manchmal gerechnet wird) charakterisieren. Der Rücken der Rotrücken-Fischeule ist einfarbig rötlich. Die Augen sind ocker bis dunkelbraun.
Verwechslungsmöglichkeiten bestehen im Verbreitungsgebiet mit der Bindenfischeule und der Marmorfischeule. Die Bindenfischeule ist größer und weist auf der Körperoberseite Flecken und Querstreifen auf. Die Marmorfischeule ist so groß wie die Rotrücken-Fischeule, aber anders als diese auf der Körperoberseite fein gesprenkelt.

## Verbreitung und Lebensraum
Das Verbreitungsgebiet der Rotrücken-Fischeule ist klein und  auf Westafrika beschränkt, wo die Art in Sierra Leone, Liberia, der Elfenbeinküste und Ghana vorkommt. Das Verbreitungsgebiet überschneidet sich dabei teilweise mit dem der Bindenfischeule.
Die Rotrücken-Fischeule ist ein Standvogel, der überwiegend Wälder entlang großer Flüsse und Seen bewohnt. Die Art präferiert Primärwald, besiedelt aber auch Sekundärwald, Plantagen und Mangroven an der Küste.

## Lebensweise
Die Lebensweise der Rotrücken-Fischeule ist nur teilweise erforscht, doch gleicht sie wohl weitgehend jener der Bindenfischeule. Das Nahrungsspektrum umfasst vermutlich überwiegend Fisch. In Sierra Leone werden die Eier im September und Oktober gelegt. Wahrscheinlich wird nur ein Jungvogel pro Gelege großgezogen.